# الغظار (بني مطر)

تعديل مصدري - تعديل

الغظار هي إحدى قرى عزلة البروية بمديرية بني مطر التابعة لمحافظة صنعاء، بلغ تعداد سكانها 220 نسمة حسب تعداد اليمن لعام 2004.